# Homophileurus quadrituberculatus
Homophileurus quadrituberculatus är en skalbaggsart som beskrevs av Palisot de Beauvois 1806. Homophileurus quadrituberculatus ingår i släktet Homophileurus och familjen Dynastidae. Inga underarter finns listade i Catalogue of Life.